# Хоп (Миннесота)
Хоп (англ. Hope) — тауншип в округе Линкольн, Миннесота, США. На 2010 год его население составляло 272 человека. Первое собрание тауншипа произошло 3 августа 1878 года в доме Джона Мура.

## География
По данным Бюро переписи населения США площадь тауншипа составляет 90,2 км², из которых 90,2 км² занимает суша, водоёмов нет.

## Население
В 2000 году в тауншипе проживало 292 человека. По данным переписи 2010 года население Хоп составляло 272 человека (из них 50,0 % мужчин и 50,0 % женщин), было 109 домашних хозяйств и 84 семьи. Расовый состав: белые — 98,5 %. На территории тауншипа расположено 113 построек со средней плотностью 1,3 постройка на один квадратный километр.
Из 109 домашних хозяйств 69,7 % представляли собой совместно проживающие супружеские пары (23,9 % с детьми младше 18 лет), в 2,8 % домохозяйств женщины проживали без мужей, в 4,6 % домохозяйств мужчины проживали без жён, 22,9 % не имели семьи. В среднем домашнее хозяйство вели 2,50 человека, а средний размер семьи — 2,86 человека. В одиночестве проживали 21,1 % населения, 8,3 % составляли одинокие пожилые люди (старше 65 лет).
Население тауншипа по возрастному диапазону распределилось следующим образом: 26,1 % — жители младше 18 лет, 58,5 % — от 18 до 65 лет и 15,4 % — в возрасте 65 лет и старше. Средний возраст населения — 43,5 лет. На каждые 100 женщин приходилось 100 мужчин, при этом на 100 совершеннолетних женщин приходилось уже 103 мужчины сопоставимого возраста.
В 2014 году из 248 трудоспособных жителей старше 16 лет имели работу 168 человек. Медианный доход на семью оценивался в 68 750 $, на домашнее хозяйство — в 60 000 $. Доход на душу населения — 32 952 $.